# GSAT-15
GSAT-15 ist ein kommerzieller Kommunikationssatellit der indischen Raumfahrtbehörde ISRO.
Er wurde am 10. November 2015 um 21:34 UTC mit einer Ariane-5-Trägerrakete vom Raketenstartplatz Centre Spatial Guyanais in Kourou (zusammen mit BADR-7) in eine geostationäre Umlaufbahn gebracht.
Der dreiachsenstabilisierte Satellit ist mit 24 Ku-Band-Transpondern, 2 GAGAN-Transpondern und 2 Ku-Band-Funkbaken ausgerüstet und soll von der Position 93,5° Ost aus Indien mit Telekommunikationsdienstleistungen versorgen. Er wurde auf Basis des Satellitenbus I3K der indischen ISRO gebaut und besitzt eine geplante Lebensdauer von 12 Jahren.